# Bahnhof Jamlitz
Der Bahnhof Jamlitz, früher Bahnhof Lieberose genannt, war ein Bahnhof an der Hauptbahn von Cottbus nach Frankfurt (Oder) in Brandenburg. Bis 1958 bestand dort Anschluss zur schmalspurigen Spreewaldbahn. Die Hauptstrecke wurde im Dezember 1998 stillgelegt und später abgebaut. Das Empfangsgebäude und eine Reihe von weiteren Bauten im Bahnhofsbereich sind als Baudenkmal ausgewiesen.

## Lage und Name
Der Bahnhof liegt in der Gemeinde Jamlitz im Landkreis Dahme-Spreewald in Brandenburg am östlichen Rand des Ortes nördlich der Bundesstraße 320. Die Hauptstrecke zwischen Cottbus und Frankfurt verläuft im Bahnhofsbereich etwa in Nord-Süd-Richtung, der Bahnhof liegt am Streckenkilometer 109,8, gezählt von Großenhain Cottbuser Bahnhof. Im Netz der Spreewaldbahn bildete er den östlichen Endpunkt. Südlich des Bahnhofs schließen sich in der Lieberoser Heide die ausgedehnten Anlagen eines ehemaligen Truppenübungsplatzes an.
Die Kleinstadt Lieberose liegt etwa fünf Kilometer westlich. Nach ihr war der Bahnhof bis 1958 benannt, wobei gelegentlich zwischen Lieberose Staatsbahnhof an der Hauptbahn und Lieberose Anschlussbahnhof oder Lieberose Spreewaldbahnhof an der Spreewaldbahn unterschieden wurde. Unter dem Namen Jamlitz gab es einen Haltepunkt an der Spreewaldbahn nördlich des Ortszentrums des Dorfes; in der Stadt Lieberose hatte die Schmalspurbahn den Bahnhof Lieberose Stadt. Nach der Einstellung des Verkehrs auf der Schmalspurbahn erhielt der verbliebene Bahnhof an der Hauptbahn den Namen Jamlitz.

## Geschichte

### Infrastruktur
Die Strecke von Cottbus nach Frankfurt und auch der Bahnhof Lieberose wurden am 31. Dezember 1876 eröffnet, einen Tag später wurde der reguläre Betrieb aufgenommen. Seit 1898 war der Bahnhof Verknüpfungspunkt mit der schmalspurigen Spreewaldbahn. In diesem Zusammenhang wurden auch die Anlagen des Regelspurteils erweitert und das Empfangsgebäude vergrößert.

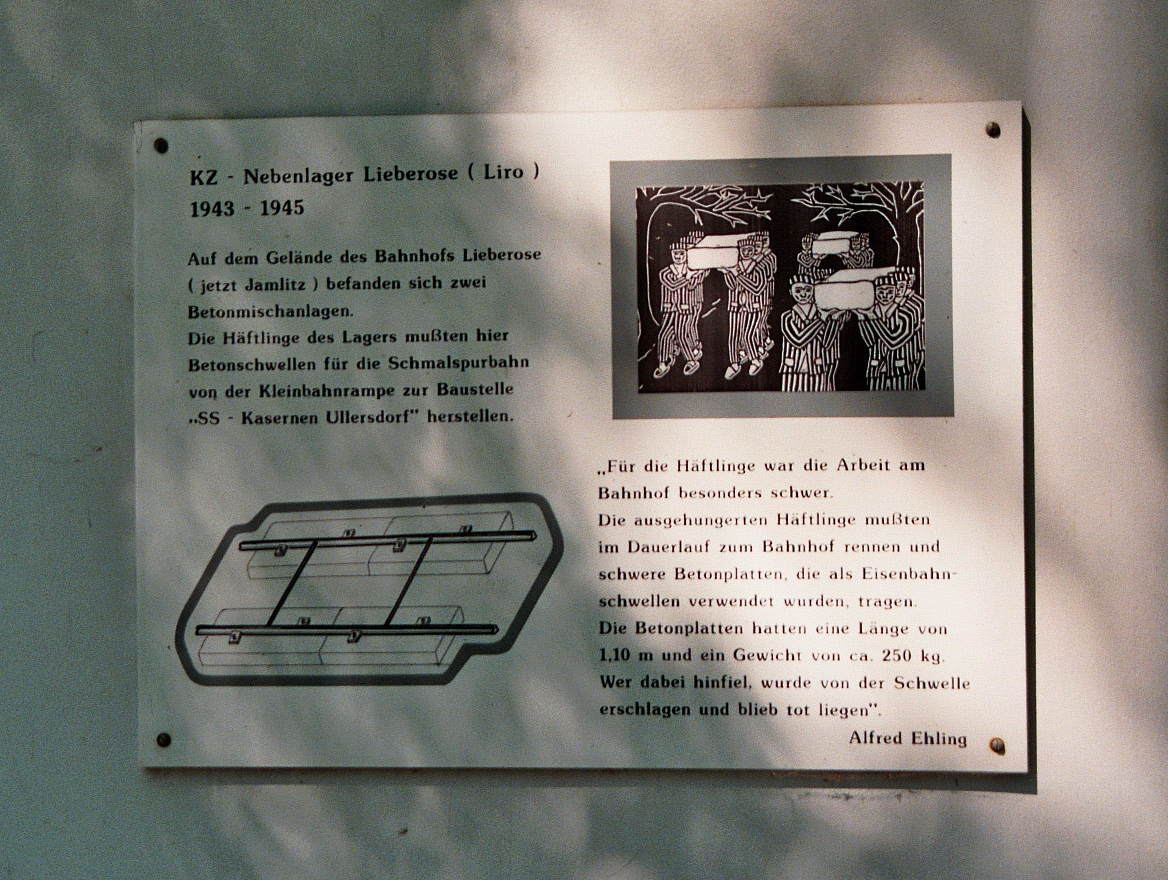
Gedenkplakette an die Arbeitsbedingung der Gefangenen

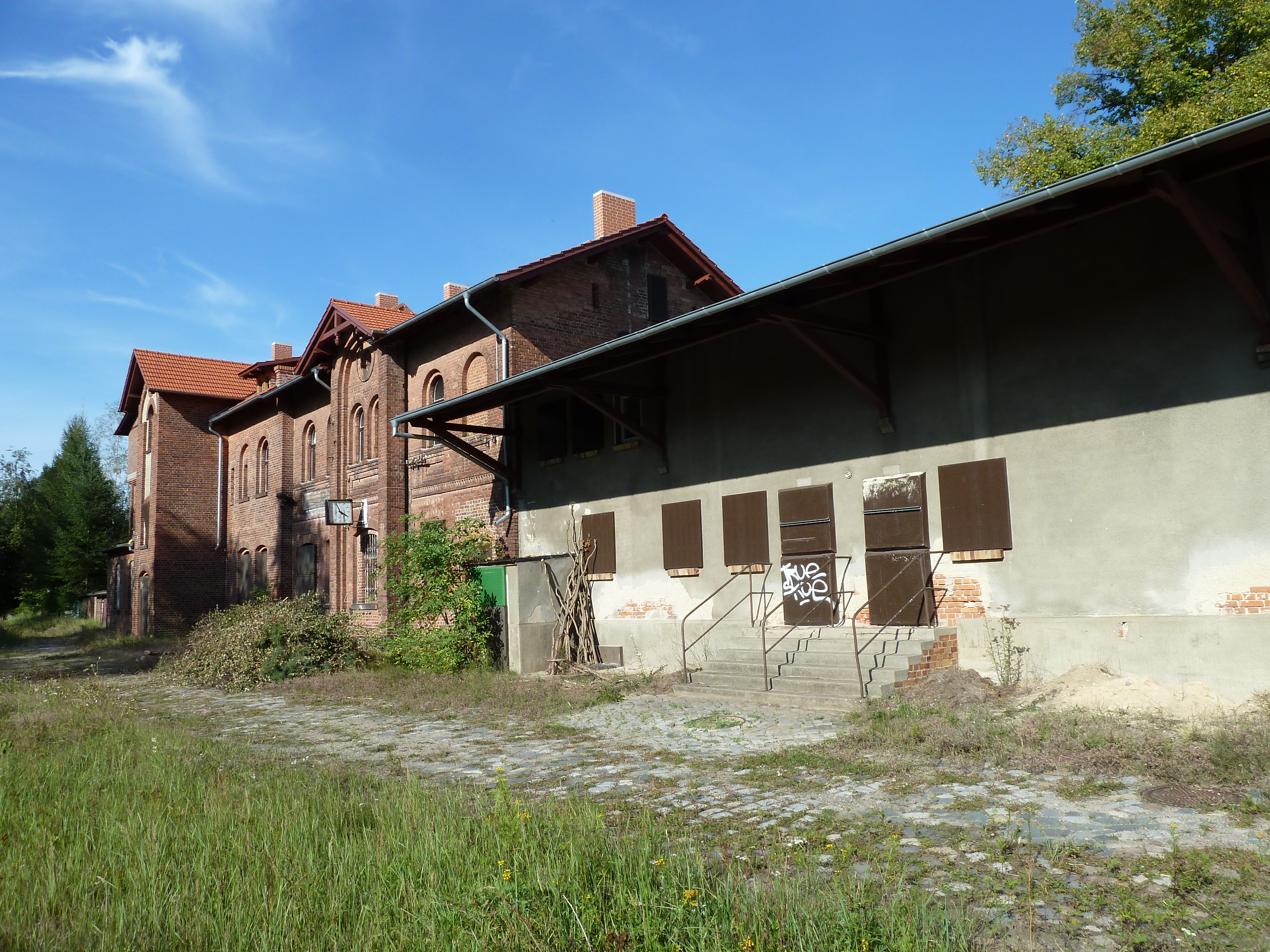
Straßenseite des Bahnhofsgebäudes. Im Vordergrund der Güterschuppen, dahinter der älteste und anschließend der neuere Teil des Gebäudes.

Seit 1943 entstand südlich von Jamlitz der SS-Truppenübungsplatz Kurmark. Der Bahnhof bekam dadurch eine Bedeutung für den Militärverkehr und für den Transport von Häftlingen. Zum Bau des Übungsplatzes wurden jüdische Zwangsarbeiter vor allem aus Polen und Ungarn eingesetzt, die im nahe dem Bahnhof gelegenen KZ-Nebenlager Lieberose untergebracht wurden. Die Arbeitskräfte wurden zu großen Teilen aus dem KZ Auschwitz-Birkenau per Bahn hierher deportiert und nicht mehr arbeitsfähige Häftlinge zur Ermordung dorthin gebracht. Im Bereich des Bahnhofs entstanden in diesem Zusammenhang (Truppenübungsplatz) umfangreiche Verladeanlagen.
Mehr als die Hälfte der 6000–10.000 Häftlinge überlebte die Arbeiten in Jamlitz nicht oder wurden nach Auschwitz zurückgebracht. Ein Gutteil der verbliebenen Häftlinge wurde bei der Liquidierung des Lagers im Februar 1945 ermordet oder auf den Todesmarsch in Richtung Oranienburg getrieben. Nur etwa 400 Häftlinge überlebten das Lager.
Nach dem Zweiten Weltkrieg wurde der Truppenübungsplatz von der Roten Armee übernommen. Auch das KZ wurde von der sowjetischen Besatzungsmacht bis 1952 nun als Internierungslager weiter genutzt. In diesem sowjetischen Speziallager starben in der Nachkriegszeit wahrscheinlich nicht nur ehemalige NS-Täter an Unterernährung oder Folgekrankheiten. Auf der Nebenbahn, Spreewaldbahn, wurde 1952 der Personenverkehr zwischen Lieberose Stadt und Bf. Lieberose eingestellt, 1958 endete auch der Güterverkehr auf diesem Abschnitt. Die Hauptstrecke durch den nun Jamlitz genannten Bahnhof diente vor allem dem Güterverkehr. Im Personenverkehr hatte sie vor allem lokale Bedeutung, der größte Teil des Verkehrs zwischen Cottbus und Frankfurt verlief stattdessen über Guben und Eisenhüttenstadt. Der Bahnhof wurde außer für den örtlichen Personen- und Güterverkehr für den Militärverkehr zum Übungsplatz genutzt.
Seit der politischen Wende in der DDR 1989 ging die Bedeutung der Strecke weiter zurück. Der Güterverkehr wurde reduziert. Im Juni 1993 wurde die Fahrkartenausgabe im Bahnhof geschlossen. Der Personenverkehr wurde 1995 stark ausgedünnt und ein Jahr später komplett eingestellt. Der Bahnhof Jamlitz wurde noch einige Zeit im Güterverkehr für Holztransporte in Richtung Cottbus genutzt, Richtung Norden gab es keinen Zugverkehr mehr. Ende 1998 wurde die Strecke stillgelegt.

### Personenverkehr

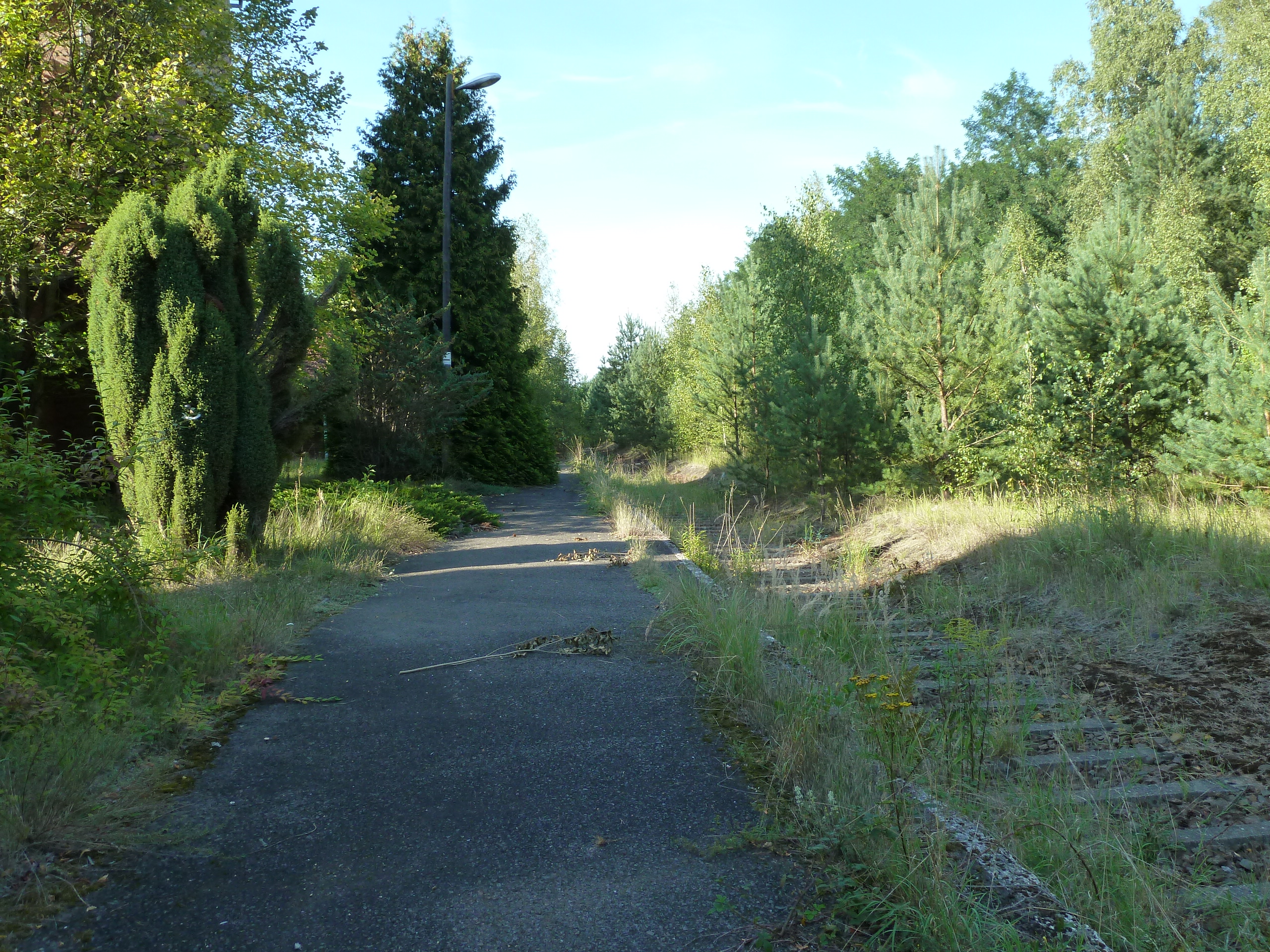
Bahnsteig an der Hauptstrecke

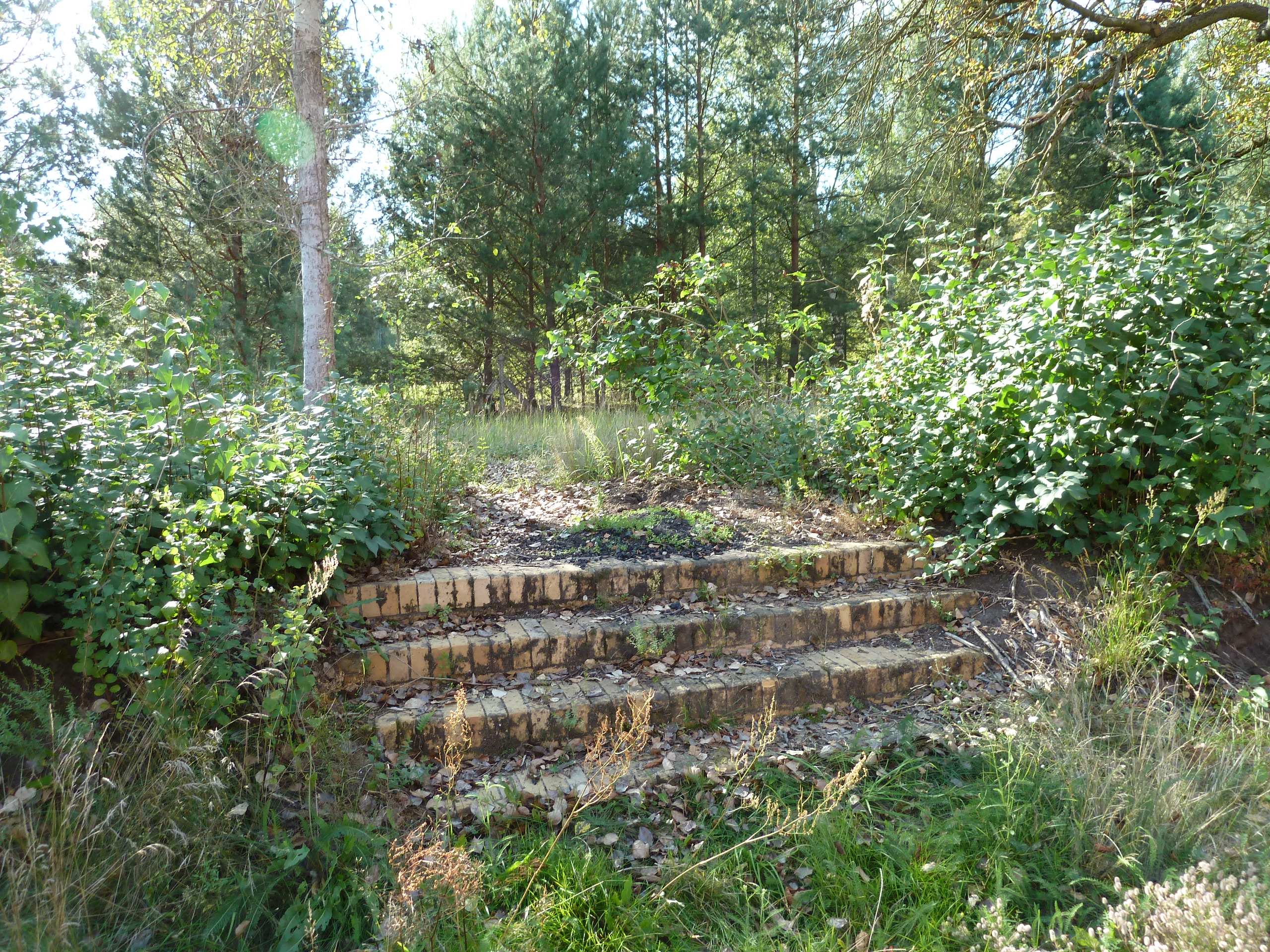
Treppen vor dem Empfangsgebäude zum früher von der Schmalspurbahn genutzten Bahnhofsteil

In den ersten Jahren nach Eröffnung verkehrten über den Bahnhof durchgehende Züge von Frankfurt (Oder) über Cottbus nach Dresden. In späteren Jahren bestand der Hauptanteil des Reiseverkehrs aus zwischen Frankfurt und Cottbus pendelnden Personenzügen. Schnellfahrende Züge nutzten die Strecke selten und hielten in der Regel nicht im Bahnhof. In den 1980ern wurde das Angebot durch einige Züge zwischen Cottbus und Jamlitz verstärkt. 1993 wurde auf der Strecke der Zweistundentakt eingeführt, allerdings blieb es nur zwei Jahre bei dem Angebot. 1995 verkehrten nur noch vier Zugpaare an Werktagen zwischen Peitz und Grunow über Jamlitz, ein Jahr später wurde der Personenverkehr ganz eingestellt.
Auf der Schmalspurbahn war in den meisten Jahren der Personenverkehr unbedeutend. Verkehrten 1905 noch neben zwei Zugpaaren in Richtung Byhlen drei weitere Paare zwischen Lieberose Stadt und Lieberose, beschränkte sich in späteren Jahren das Gesamtaufkommen auf diesem Abschnitt auf maximal zwei Zugpaare, die teilweise nur an einigen Wochentagen verkehrten.

### Nach der Stilllegung
Im Herbst 2006 wurden die Gleise der Strecke auf einem über 30 Kilometer langen Abschnitt einschließlich des Bahnhofs Jamlitz demontiert. Im Jahre 2008 übernahm der Berliner Jugendhilfeverein Karuna e. V. das seit der Streckenstilllegung ungenutzte Bahnhofsensemble mit dem Ziel, dort eine Begegnungsstätte für Jugendliche einzurichten. In den folgenden Jahren wurde das Gebäude teilweise saniert, so wurden die Dächer erneuert und neue Fenster eingebaut. Von Seiten der Stiftung Brandenburgische Gedenkstätten wurde das Vorhaben kritisiert, da aufgrund der „emotionalen Last“, die auf dem Gelände als Schauplatz eines Massenmordes im Zweiten Weltkrieg läge, es nicht als Treffpunkt für Jugendliche genutzt werden könne. 2012 wurde der im Bahnhof Jamlitz geplanten Einrichtung der Name Justus Delbrück Haus – Akademie der Mitbestimmung im Bahnhof Jamlitz verliehen. Namenspatron ist der Antifaschist Justus Delbrück, der nach dem Zweiten Weltkrieg im Speziallager Jamlitz interniert war und dort ums Leben kam. Im Oktober 2013 fanden im Rahmen der von Rundfunk Berlin-Brandenburg unterstützten Aktion 96 Stunden umfangreiche Sanierungsarbeiten im Bahnhofsgebäude statt.

## Anlagen und Denkmalschutz

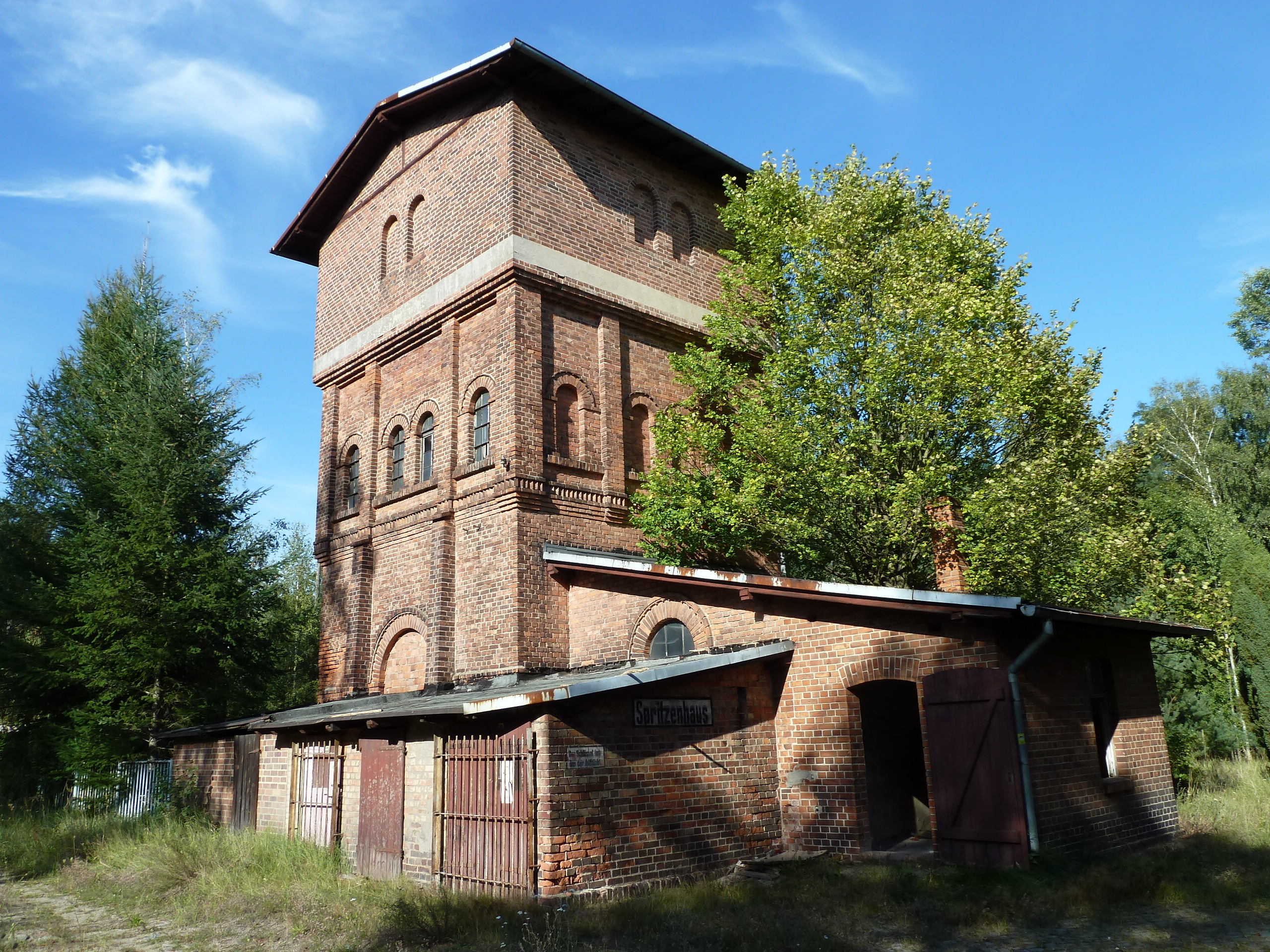
Wasserturm

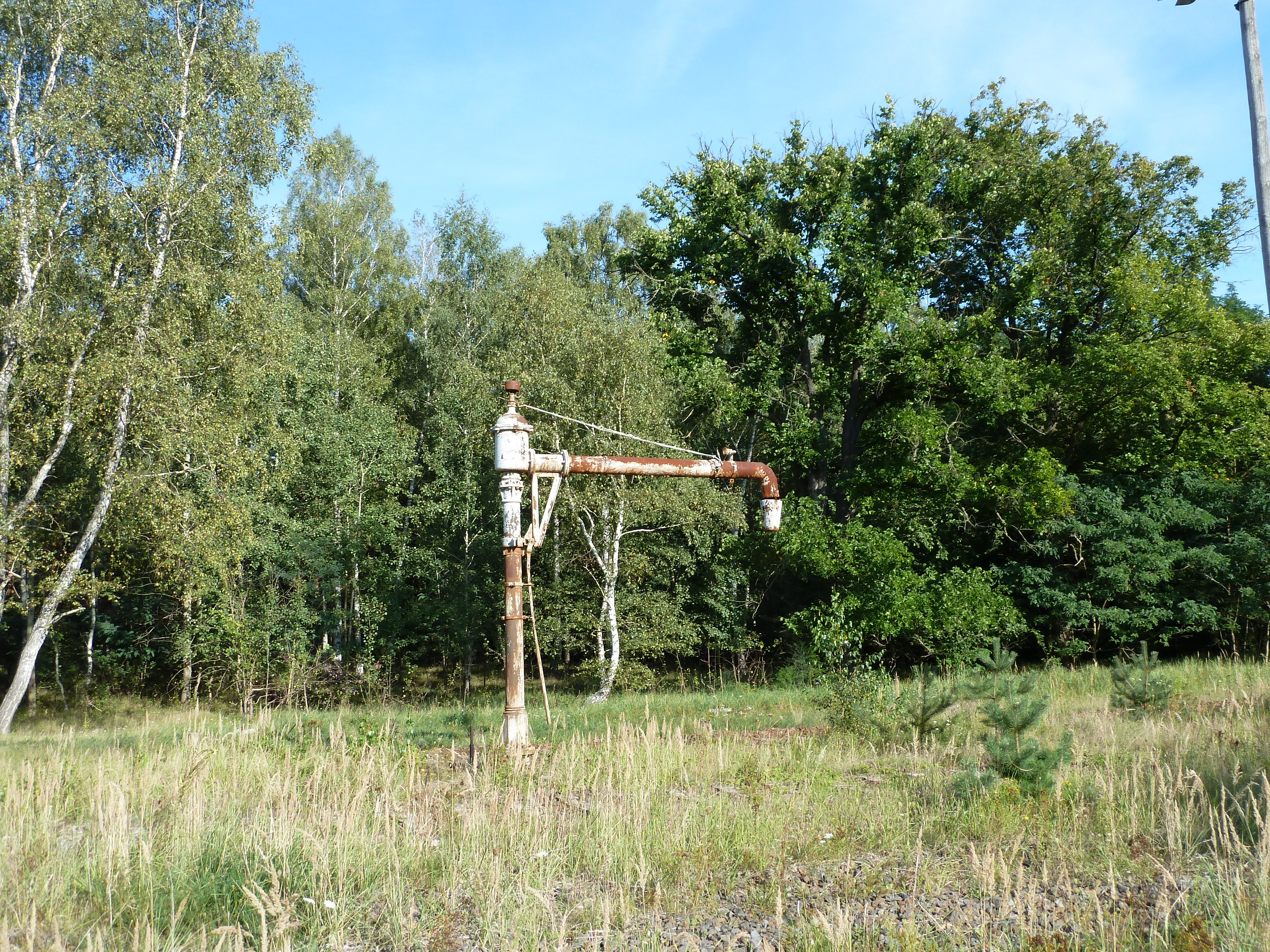
Denkmalgeschützter Wasserkran

Das Empfangsgebäude befindet sich westlich der durchgehenden Gleise der Hauptbahn. Der südliche Teil des Gebäudes stammt aus der Eröffnungszeit des Bahnhofs, der nördliche Teil entstand mit der Inbetriebnahme der Spreewaldbahn Ende des 19. Jahrhunderts. Die Anlagen der Schmalspurbahn lagen westlich des Empfangsgebäudes; im südlichen Teil gab es eine Verbindung zwischen Schmalspur- und Regelspurstrecke. Des Weiteren gab es auf dieser Seite diverse Verladeeinrichtungen für militärische Transporte und einen Anschluss zu einer Holzverarbeitung.
Das Bahnhofsensemble mit Empfangsgebäude, Wirtschaftsgebäude, Güterschuppen, Wasserturm, zwei Wasserkränen, Rampe, Bahnsteig und kopfsteingepflasterten Erschließungsstraßen steht seit Dezember 2006 unter Denkmalschutz. Nach der Beurteilung des Brandenburgischen Landesamtes für Denkmalpflege besitzt die Bahnhofsanlage Jamlitz als typischer und baulich wenig veränderter Mittelbahnhof regional-, verkehrs-, technik- und baugeschichtliche sowie städtebauliche Bedeutung.

„Insbesondere der ältere Teil des Bahnhofsempfangsgebäudes nimmt durch seine repräsentativere, ausgewogene Gestaltung in historisierenden Formen eine hervorgehobene Stellung im Bestand der zwar zahlreich erhaltenen, zumeist aber heute massiv baulich veränderten Mittelbahnhöfe im Land Brandenburg ein. Hier wurde mit einfachsten Mitteln eine sowohl hinsichtlich der Proportion und Ausführung als auch hinsichtlich der Außengestaltung qualitätvolle Architektur mit hohem ästhetischen Anspruch geschaffen.“